# Horst Göbbel
Horst Göbbel (* 2. Oktober 1944 in Ófehértó) ist ein deutscher Autor, Gymnasiallehrer und Verbandsfunktionär siebenbürgisch-sächsischer Herkunft.

## Leben
Horst Göbbel wurde 1944 während der Flucht seiner Eltern aus dem siebenbürgischen Jaad (Rumänien) vor der anrückenden Roten Armee im rumänisch-ungarischen Grenzgebiet in Ófehérto (im ungarischen Kreis Baktalórántháza) zusammen mit seiner Zwillingsschwester Erika († 1945 in Österreich) in einem Viehwaggon geboren. Nach der Rück-Deportation aus dem sowjetisch besetzten Teil Österreichs nach Jaad wuchs er in Siebenbürgen auf und legte 1962 sein Abitur am deutschen Gymnasium in Bistritz (Rumänien) ab. Im Anschluss an sein Studium der Geschichte (1962–1967) in Klausenburg und seine Tätigkeit als Gymnasiallehrer in Bistritz migrierte er als Spätaussiedler 1973 nach Nürnberg und absolvierte ein Studium der Germanistik und Politikwissenschaft (1974–1977) an der Universität Erlangen-Nürnberg. Danach war er bis zu seiner Pensionierung 2009 als Lehrer für Geschichte, Deutsch und Sozialkunde am Hans-Sachs Gymnasium in Nürnberg tätig, ab 1995 zusätzlich als Mitarbeiter des Ministerialbeauftragten für die Gymnasien in Mittelfranken, nach seiner Ernennung zum Studiendirektor auch als Seminarlehrer für Grundfragen der staatsbürgerlichen Bildung. Neben seinen pädagogischen Tätigkeiten engagierte er sich in vielerlei Hinsicht für Belange der Siebenbürger Sachsen und für Integrationsarbeit in seiner Wahlheimat Nürnberg. Seit Jahrzehnten setzt er sich für die Integration und Aussöhnung deutschstämmiger Migranten aus Osteuropa ein. Aus diesen Tätigkeiten resultiert eine Vielzahl von Veröffentlichungen und Mitgliedschaften in verschiedenen Verbänden und Vereinen.

## Schriften
- Abschied aus der Geschichte. Jaad in Siebenbürgen. Werden und Niedergang einer deutschen Gemeinde, Selbstverlag der Heimatsortsgemeinschaft Jaad, Nürnberg 1990.
- 700 Jahre Jaad in Siebenbürgen. Editura-Verlag, Nürnberg 2013, ISBN 978-3-00-042875-3.
- Wendepunkt in Nordsiebenbürgen. Editura-Verlag, Nürnberg 2004, ISBN 3-00-013968-0.
- Wir Nösner – Beiträge zur Geschichte und Kultur der Stadt Bistritz und des Nösnerlandes., Eigenverlag der HOG Bistritz-Nösen, bisher (Stand 09/2024) 9 erschienene Ausgaben: 2010 (2 Ausgaben), 2011, 2013, 2014, 2015, 2017, 2020, 2024.
- Internationale Politik. Ein Arbeitsbuch für die Oberstufe des Gymnasiums. Bayerischer Schulbuch-Verlag, München 1995.

## Auszeichnungen und Ehrungen
- 2008: Bundesverdienstkreuz am Bande[1]
- 2013: Ehrenbürgerwürde der Stadt Bistritz[2]
- 2016: Bürgermedaille der Stadt Nürnberg[3]
- 2019: Bayerischer Verdienstorden[4]